# Homenatge a Tàpies
Homenatge a Tàpies, és una pintura abstracta realitzada pel pintor Joan Abelló i Prat, l’any 1961, moment en el qual l’artista català comença a experimentar amb l’abstracció i allunyar-se de la figuració. L’obra forma part de la col·lecció del Museu Abelló.

## Descripció de l'obra
Composició horitzontal totalment abstracta, amb un fons amb diversitat de colors entre marró, blau i negre principalment, que el pintor contrasta amb la inclusió de taques grogues i vermelles. A la part superior esquerra hi ha una gran taca negra amb el perfil blanc que aporta alhora volum i dinamisme al conjunt. L’obra està datada i signada a l’angle inferior dret.
L'experimentació del pintor amb el seu explosivisme el duu a allunyar-se de la figuració i apropiar-se de mica en mica a l’abstracció. Aquesta incursió al món de l’abstracció es produirà a principis de la dècada dels seixanta, encara que sigui un acte puntual en la seva trajectòria artística, i aquesta peça n'és un exemple ben clar: es tracta d'un homenatge a Tàpies, un artista molt reconegut en aquell moment pel seu informalisme, en la mateixa línia que un altre Homenatge a Miró, molt similar.

## Estil d'Abelló als 60
Tots dos homenatges es poden definir, com deia el mateix Abelló, en l'exercici de veure les coses des d’un altre punt de vista, amb un altre enfocament, tal com es pot fer també en la pintura. En aquesta època en la qual el pintor anirà experimentant noves tècniques, matèries i textures crearà les sèries "Especialista", "Sideral", "De lletres", "De illes" i les anomenades "Joies", a les quals pertanyen tots dos homenatges. En paraules de Josep Fèlix Bentz (1999) la figuració va donant pas a la matèria per si mateixa, a les noves textures aconseguides, alhora que no és aliè als forts corrents de les avantguardes abstractes. Sense adornar-se’n la seva obra es va aproximant a l’abstracció, com bé ho confirma la crítica de l’època, que destaca precisament aquesta tendència els orígens de la qual està en l’apassionament del color, les formes i la matèria.
Malgrat això, i en plena efervescència informalista en el món artístic català del moment, Abelló no aconseguirà una identificació completa amb l’abstracció total donat que troba a faltar sempre un mínim referent figuratiu, encara que en obres com aquesta i altres com Abstracció total de 1960 ho soluciona a la perfecció.

## Exposicions
- Abelló, Biblioteca de Catalunya, Barcelona, 16/04/1974 - 30/04/1974

- Joan Abelló. Entre la figuració i l'abstracció, Museu Abelló. Mollet del Vallès

- Dau al Set, en el fons del Museu Abelló, Museu Abelló. Mollet del Vallès, 03/05/2007 - 08/07/2009

- Abelló, un tast, Museu Abelló, 12/12/2012